# 影山健
影山 健（かげやま けん、1930年8月1日 - 2016年6月16日）は、日本の体育学者、市民活動家。愛知教育大学名誉教授。
管理教育に反対し、様々な市民運動を牽引したことで知られる。学究生活のかたわら、名古屋オリンピック招致反対運動や愛知万博反対運動などにも深く関わった。

## 来歴
静岡県静岡市生まれ。師範学校の教師だった父親の異動に伴い、3歳で静岡市を離れ、福島県、長野県などを転々とした。福島県少年スキー大会で滑降3位を記録した。
6度目の引っ越しとなる16歳のときに愛知県に移住。豊橋中学校（現・愛知県立時習館高等学校）に入学。1951年（昭和26年）、岡崎高等師範学校卒業。1953年（昭和28年）3月、東京教育大学体育学部卒業。1960年（昭和35年）3月、東京大学大学院教育学研究科体育学専攻修了。同年4月、文部省に入省。体育局事務官となる。大学時代のゼミで知り合った女性と結婚。
1963年（昭和38年）、名古屋大学教養部の講師に就任。1966年（昭和41年）、東京都立大学理学部助教授に就任。1977年（昭和52年）、愛知教育大学教授に就任。体育理論と実技を教えた。岡崎市明大寺町向山に住む。

### 名古屋オリンピック招致反対運動
愛知教育大学教授になって間もない1977年（昭和52年）8月25日、愛知県知事の仲谷義明が名古屋へのオリンピック招致計画を新聞紙上で発表。官主導の招致運動が展開されるが、これに対し、愛知教育大学の卒業生など影山の教え子、名古屋大学の水田洋の研究室の院生らが集まり反対運動を開始。やがて影山と水田もこの運動に参画した。
1981年（昭和56年）の名古屋市長選挙に向けて、市民団体「名古屋五輪をやめさせる会」はオリンピック招致辞退のみを公約に掲げた32歳の男性新人を擁立。4月26日に行われた市長選でオリンピック招致を推進する現職の本山政雄が3選を果たすと、影山はその直後の5月に「反オリンピック研究会議」を設立した。9月30日、IOC総会で決選投票が行われ、開催地はソウルに決定した。

### 管理教育に対する反対運動
1981年（昭和56年）3月7日、管理教育が猛威を振るっていた岡崎市で痛ましい事件が起こった。私立高校への進学が決まっていた岡崎市立城北中学校3年生の男子生徒が万引きの疑いをかけられ、学校から呼び出しを受けた。「集団指導」と称する教師達による査問を受けたのち、午後5時40分頃、校門を出た。そして5時54分、名鉄の岡崎公園前駅ホームから電車に飛び込み、自殺した。『毎日新聞』は同年4月20日から「教育を追う」と題した記事を30回連載し、この事件を大きく取り上げるが、当局者は市民に対して自殺の原因について何ら説明をしなかった。影山は実情の調査を促す運動が必要と考え、1982年（昭和57年）3月、「岡崎の教育を考える会」（略称：市民の会）を発足させた。同年3月5日、岡崎市教育委員会の鈴村正弘教育長は2年8か月の任期を残して辞表を提出。3月31日付で辞職した。
数年のちに愛知教育大学地球環境科学領域教授の森山昭雄が市民の会に入会する。いじめと教師の体罰により長男と次男が不登校になったのがきっかけだった。
1987年（昭和62年）4月、岡崎市立葵中学校に入学した森山の三男は「丸刈りにするのはいやだ」と主張。髪を伸ばしたまま登校した。三男は担任教師に「髪を切ってこい」と何度も命じられるも、これを拒否した。森山は市民2,905人の署名を集め、同年6月5日、「頭髪は身体の一部であり、強制的に規正するのは憲法で保障された人格権の侵害」として岡崎市議会に規制撤廃を求める陳情書を提出した。
1988年（昭和63年）4月25日、文部省初等中等教育局長は都道府県教育委員会中等教育担当課長会議において、校則の見直しを教育委員会に対し指示した。校則を最小限のルールにとどめること、児童生徒の自主性尊重などが促された。同年5月30日には、愛知県教育委員会が県の地方事務所と市教委の生活指導主事らを集めて「校則見直し」の指導を通知。180度の方針転換が打ち出された。
こうした運動とともに市民の会は、岡崎市の中学校の丸刈り強制反対を訴え続け、影山、森山らは1991年（平成3年）3月、同市で「さよなら管理教育」全国集会を岡崎市勤労文化センターで開いた。同年9月、岡崎市立南中学校が他校に先駆けて男子の頭髪の自由化を実施。パターナリズム的な暴力に根差した管理主義教育は90年代から徐々に影を潜めていった。

### 愛知県知事選挙に立候補
1998年（平成10年）3月3日、水田洋と影山が代表を務める市民グループ「海上の森の『愛知万博』の賛否を問う県民投票を求める会」は鈴木礼治知事に対し、県民投票条例の制定を求める直接請求を行った。提出した署名簿は12万8千余人で、請求に必要な数（10万6千余人）を確保した。県民投票条例案は同年3月23日に開かれた愛知県議会本会議で圧倒的多数で否決された。
同年9月26日、任期満了に伴う愛知県知事選挙に立候補する意向を表明。1999年（平成11年）2月7日に行われた知事選挙には、前一宮市長の神田真秋が自民党・民主党・公明党・自由党の推薦と社民党の支持を得て立候補。神田の圧勝と思われたが、影山は796,361票、得票率36.01％を獲得し、善戦した。
2000年（平成12年）5月、中根鎭夫市政に批判的な市民や弁護士の天野茂樹らとともに、岡崎市長選候補者擁立のための団体「市民に開かれたあたたかい岡崎市政を、みんなでつくる会（略称：あったか岡崎市政の会）」を設立した。同年9月10日、岡崎市長選挙執行。前県議の柴田紘一が初当選し、「あったか岡崎市政の会」が擁立した元高校教諭の新人、現職の中根らは落選した。
2003年（平成15年）12月、「国に対し自衛隊イラク派遣に反対する意見書を提出するよう、市に求める」請願を岡崎市議会に提出したが、採択されなかった。
2016年（平成28年）6月16日、死去。85歳没。

## 主な編著書
- 影山健・岡崎勝・水田洋 編『反オリンピック宣言 ―その神話と犯罪性をつく』風媒社、1981年10月10日。

- 影山健・岡崎勝 編『草の根教育運動のために』国土社、1983年9月25日。ISBN 978-4337454231。

- 影山健 編『みんなでトロプス！ ―敗者のないゲーム入門』風媒社、1984年4月。

- 影山健・岡崎勝 編『スポーツからトロプスへ ―続・敗者のないゲーム入門』風媒社、1988年9月。

- 影山健 著、自由すぽーつ研究所 編『批判的スポーツ社会学の論理 ―その神話と犯罪性をつく』ゆいぽおと、2017年10月12日。ISBN 978-4877584672。